# Tagawa Matsu
Tagawa Matsu (田川松 (Điền Xuyên Tùng) 1601–1646), hay Ông thị (翁氏), người Nhật Bản sống ở thị trấn ven biển thuộc phiên Hirado, đảo Kyushu, Nhật Bản, về sau di cư sang đại lục Trung Quốc sinh sống, bà là mẹ của danh tướng, anh hùng dân tộc Trịnh Thành Công, và Tagawa Shichizaemon (田川七左衛門 (Điền Xuyên Thất Tả Vệ Môn)), phiên sĩ của Phiên Hirado thuộc lãnh địa Hizen vào thời kỳ Edo.

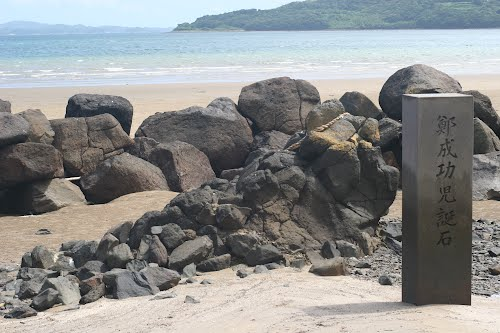
Di tích Bia Đá Chào Đời Đứa Bé Trịnh Thành Công hiện ở Biển Senli, thành phố Hirado, Nagasaki, Nhật Bản

Bà sinh ra trong một gia tộc nhỏ tên là Tagawa, con gái một samurai cấp thấp là Tagawa Shichizaemon. Về sau mẹ bà cải giá lấy một người thợ rèn Hoa kiều di cư từ Tuyền Châu, Phúc Kiến, Trung Quốc tới Hirado là Ông Dực Hoàng, nên bà trở thành kế nữ của Ông Dực Hoàng, vì vậy mà bà còn có họ Trung Quốc là Ông, gọi là Ông thị "翁氏"  hoặc Ông thái phi "翁太妃".
Tagawa Matsu kết hôn với một thương nhân kiêm cướp biển tên Trịnh Chi Long, xuất thân từ Nam An, phủ Tuyền Châu, Phúc Kiến, Trung Quốc thường xuyên buôn bán với người Nhật ở Nagasaki. Bà hạ sinh đứa con đầu lòng là Trịnh Thành Công trong một chuyến đi biển cùng chồng khi bà đang nhặt sò biển tại bãi biển Senli ven sông Kawanai, Hirado.
Hòn đá nằm ở nơi mà bà sinh hạ đứa trẻ hiện nay vẫn còn tồn tại được dân gian gọi là Trịnh Thành Công nhi đản thạch bi (鄭成功兒誕石碑), cao 80 cm và rộng 3 mét, và bị ngập nước trong thời gian thủy triều lên cao.
Tagawa Matsu tự mình nuôi dạy Trịnh Thành Công ở Nhật Bản cho đến khi ông lên bảy tuổi, sự gần gũi của bà với con trai mình chính là một thành tựu và quyết định đến cuộc sống trưởng thành của Trịnh Thành Công sau này.
Năm 1645, Trịnh Chi Long thông qua mối quan hệ thân mật với Mạc Phủ nên được  phép buôn bán chính thức ở Nhật Bản, sau đó ông đưa Tagawa trở về quê nhà ở  An Hải, Tuyền Châu, Phúc Kiến đoàn tụ với Trịnh Thành Công. Năm 1646, Trịnh Chi Long đầu hàng nhà Thanh, Tagawa phản đối cùng chồng quy thuận nhà Thanh nên quyết định ở lại An Hải tử thủ, quân Thanh công hãm An Hải, chiếm được Tuyền Châu, quân Thanh bắt được Tagawa, vì không chịu đầu hàng cùng chồng nên bà đã tự sát. Được tin mẹ mình chết khiến cho Trịnh Thành Công đau buồn không thôi, nhằm báo thù cho mẹ, ông ra sức tăng cường và phát triển các hoạt động chống Thanh ngày càng lớn mạnh.
Tagawa Matsu được người dân địa phương dựng miếu thờ ở Miếu Ông Thái Cơ nằm chung với Miếu Trịnh Thành Công ở Đài Nam, Đài Loan hiện nay.